# Libonectes morgani
Il libonecte (Libonectes morgani) è un rettile marino estinto, appartenente ai plesiosauri. Visse nel Cretaceo superiore (Turoniano, circa 93 - 90 milioni di anni fa). I suoi resti fossili sono stati ritrovati in Nordamerica (Texas) e in Africa (Marocco). È stato a lungo considerato una specie di Elasmosaurus.

## Descrizione
Questo rettile fu a lungo conosciuto solo per alcuni resti fossili incompleti provenienti dal Texas, comprendenti un cranio (con scatola cranica ben conservata), mandibola, la serie completa di vertebre cervicali. Altri resti del medesimo esemplare (scapola e coracoide, parte di un omero) sono andati perduti. Successivi ritrovamenti in Marocco hanno permesso di ricostruire un grande plesiosauro lungo circa 10 metri, dotato di un collo eccezionalmente allungato (dotato di 62 vertebre cervicali), e di un cranio lungo circa mezzo metro. Il collo era più corto di quello di Elasmosaurus, e le narici esterne erano di forma allungata. Rispetto a Elasmosaurus, la forma dei centri vertebrali era più corta e profonda. Come tutti i plesiosauri, anche Libonectes doveva essere dotato di un corpo schiacciato e di quattro arti trasformati in strutture simili a pinne.

### Calco endocranico
Lo studio di due calchi endocranici rinvenuti a Goulmima (Marocco) e attribuiti a Libonectes ha messo in luce alcune informazioni anatomiche dell'anatomia endocranica, del labirinto endosseo e dei nervi cranici. I calchi endocranici erano allungati ed erano dotati di lunghi canali olfattivi, bulbi olfattivi relativamente piccoli e incompleti, un organo pineale ridotto, lobi ottici distinti e un cerebellum probabilmente grande che costituiva la parte principale dell'endocranio. Un calco endocranico, anch'esso rinvenuto a Goulmima e attribuito a un plesiosauro policotilide, presenta notevoli somiglianze con quelli di Libonectes Allemand et al., 2019).

## Classificazione
Descritto per la prima volta nel 1949, questo rettile marino è basato su resti fossili ritrovati nella formazione Britton in Texas. Inizialmente venne considerato una nuova specie del genere Elasmosaurus (E. morgani), ma successivi studi (Carpenter, 1997) determinarono che le differenze fra Elasmosaurus platyurus (la specie tipo di Elasmosaurus) ed E. morgani erano sufficienti per porre quest'ultima in un nuovo genere, Libonectes. I fossili provenienti dal Marocco vennero inizialmente attribuiti a un'altra specie (L. atlasense) ma ulteriori studi hanno messo in luce notevoli affinità con l'esemplare nordamericano, tanto da rendere indistinguibili i due esemplari a livello specifico (Sachs e Kear, 2017). Uno studio pubblicato nel 2001 considera Libonectes uno degli elasmosauridi più derivati ("evoluti"), insieme a Styxosaurus. 

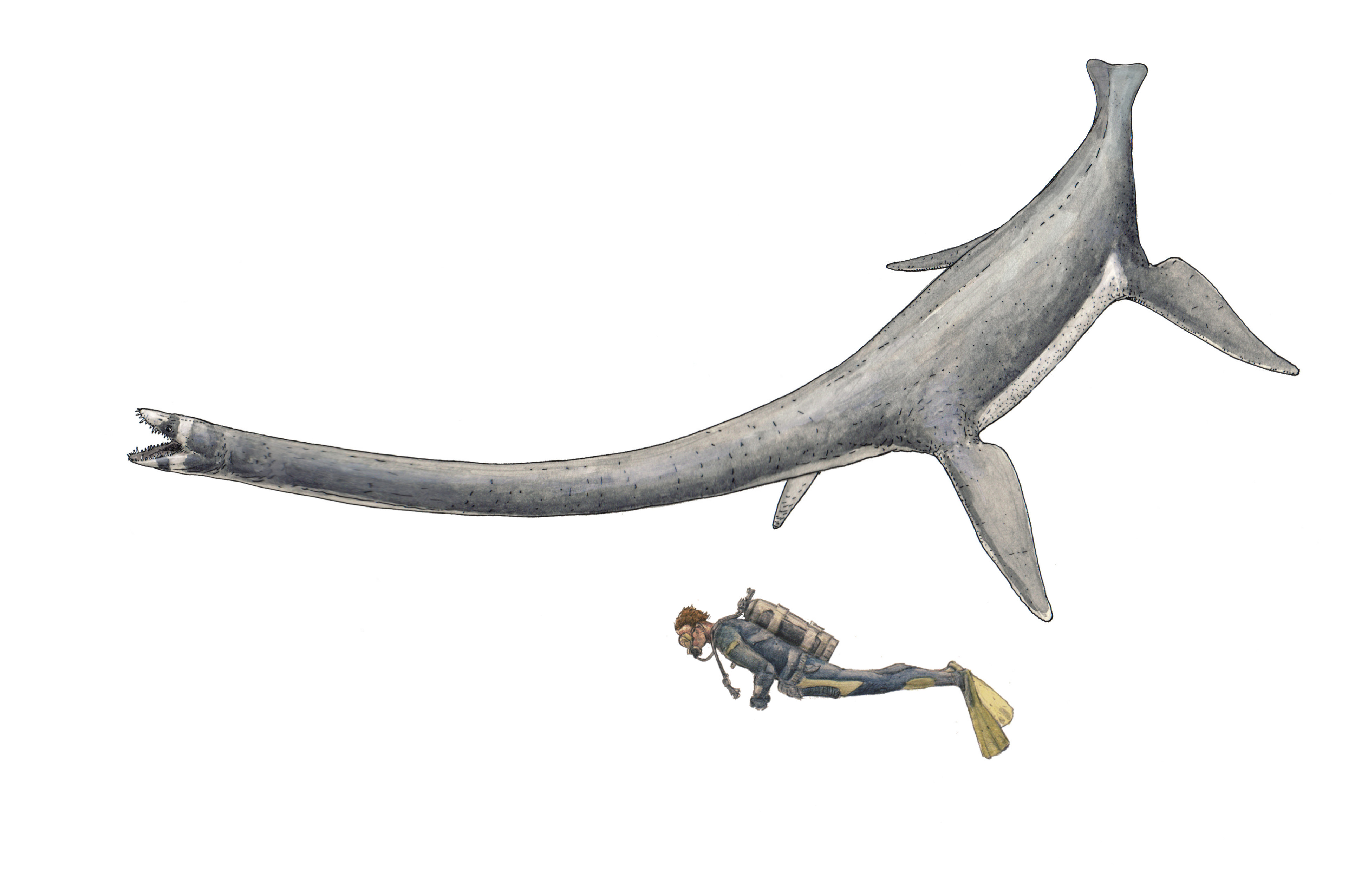
Ricostruzione di Libonectes morgani

## Significato del nome
Il nome generico Libonectes deriva dalla parola greca libo, che indica il vento sudoccidentale, e da nektes ("nuotatore"), con riferimento al Sud-Ovest nordamericano, la regione in cui venne ritrovato il fossile. L'epiteto specifico, morgani, onora Charles Gill Morgan, che ottenne e preparò l'esemplare.